# Hidroxiácido

Hidroxiácido

Um hidroxiácido é um composto orgânico que contém tanto uma hidroxila quanto um grupo carboxila. Conforme o carbono com a hidroxila se afasta do carbono da carboxila, temos os alfa-hidroxiácidos, beta-hidroxiácidos, gama-hidroxiácidos, etc.
Exemplos:
- Alfa: ácido láctico, ácido cítrico
- Beta: ácido beta-hidroxibutírico, carnitina
- Gama: GHB (ácido gama-hidroxibutírico)